# Beka Lomtadze
Beka Lomtadze (ბექა ლომთაძე, 1991. november 23. –) grúz szabadfogású birkózó. A  2019-es birkózó-világbajnokságon 61 kilogrammos súlycsoportban aranyérmes lett, ezen kívül ezüstérmet szerzett a 2016-os birkózó világbajnokságon 61 kg-os súlycsoportban.

## Sportpályafutása
A 2019-es birkózó-világbajnokságon aranyérmet szerzett 61 kg-os súlycsoportban, szabadfogásban. Ellenfele, az orosz Magomedraszul Idriszov  volt. A mérkőzést 6–1-re nyerte.